# Nobuteru Ishihara
Nobuteru Ishihara (jap. 石原 伸晃 Ishihara Nobuteru; ur. 19 kwietnia 1957) – japoński polityk, obecnie minister ds. środowiska (od 26 grudnia 2012 r.)

## Życiorys
Nobuteru Ishihara urodził się w Zushi w prefekturze Kanagawa. Jest synem pisarza i byłego gubernatora Tokio, Shintarō Ishihary. 
Ishihara uczęszczał do Keio Gijuku High School. W 1981 r. ukończył literaturę na Uniwersytecie Keiō. Po studiach pracował jako reporter polityczny w telewizji NTV.
W 1990 r. Ishihara dostał się po raz pierwszy do Izby Reprezentantów z ramienia Partii Liberalno-Demokratycznej. W wyborach w latach: 1993, 1996, 2000 oraz w 2005, uzyskiwał reelekcję. 
W 1996 r. został mianowany wiceministrem handlu międzynarodowego i przemysłu. W 2001 r. objął stanowisko ministra stanu ds. reformy administracyjnej w gabinecie premiera Jun’ichirō Koizumiego. W latach 2003–2004 pełnił w jego rządzie funkcję ministra ziemi, infrastruktury i transportu. W 2006 r. został przewodniczącym partyjnej Komisji Badań ds. Autostrad oraz przewodniczącym PLD w regionie tokijskim.
Po rezygnacji Yasuo Fukudy ze stanowiska premiera we wrześniu 2008 r., Ishihara ogłosił swój zamiar ubiegania się o przywództwo w partii. W wyborach nowego lidera w dniu 22 września 2008 r. zdobył 37 głosów, przy przytłaczającym zwycięstwie Tarō Asō (351 głosów).
26 grudnia 2012 r. został ministrem ds. środowiska w drugim gabinecie Shinzō Abe.